# Campeonato Paranaense 2023
El Campeonato Paranaense de Fútbol 2023 fue la 109.ª edición de la primera división de fútbol del estado de Paraná. El torneo fue organizado por la Federação Paranaense de Futebol (FPF). El torneo comenzó el 14 de enero y finalizó el 9 de abril.
Athletico Paranaense se consagró campeón tras vencer en la final al FC Cascavel, consiguiendo así su título número 27.

## Sistema de juego[2]

### Primera fase
Los 12 equipos se enfrentan en modalidad de todos contra todos a una sola rueda. Culminadas las once fechas, los ocho primeros puestos acceden a los cuartos de final. Los dos últimos posicionados descenderán a Segunda División.

### Segunda fase
- Cuartos de final: Los enfrentamientos de cuartos de final se emparejan con respecto al puntaje de la primera fase, de la siguiente forma:
  - 1.º vs. 8.º
  - 2.º vs. 7.º
  - 3.º vs. 6.º
  - 4.º vs. 5.º

- Semifinales: Los enfrentamientos de las semifinales se jugarán de la siguiente forma:
  - (1.º vs. 8.º) vs. (4.º vs. 5.º)
  - (2.º vs. 7.º) vs. (3.º vs. 6.º)

- Final: Los dos ganadores de las semifinales disputan la final.

- Nota 1: Tanto cuartos de final, semifinales como la final se juegan en partidos de ida y vuelta, el equipo con menor puntaje acumulado hasta el momento del enfrentamiento hará como local en el primer partido.
- Nota 2: En caso de empate en puntos y diferencia de goles en cualquier llave, el ganador se decidirá en tanda de penales. No se consideran los goles de visita.

## Equipos participantes
| Equipo               | Ciudad               | Estadio (Capacidad)           | Posición 2022      | Títulos (último) |
| -------------------- | -------------------- | ----------------------------- | ------------------ | ---------------- |
| Aruko                | Maringá              | Willie Davids (16 000)        | 2.º (2.ª división) | 0                |
| Athletico Paranaense | Curitiba             | Arena da Baixada (42 372)     | 4.º                | 26 (2020)        |
| Azuriz               | Pato Branco          | Pioneiros (1500)              | 10.º               | 0                |
| Cianorte             | Cianorte             | Olímpico Albino Turbay (3000) | 8.º                | 0                |
| Coritiba             | Curitiba             | Couto Pereira (40 512)        | Campeón            | 39 (2022)        |
| FC Cascavel          | Cascavel             | Olímpico Regional (28 125)    | 7.º                | 0                |
| Foz do Iguaçu        | Foz do Iguaçu        | Estadio do ABC (6969)         | 1.º (2.ª división) | 0                |
| Londrina             | Londrina             | Estadio do Café (30 000)      | 5.º                | 5 (2021)         |
| Maringá              | Maringá              | Willie Davids (16 000)        | 2.º                | 0                |
| Operário Ferroviário | Ponta Grossa         | Germano Krüger (10 632)       | 3.º                | 1 (2015)         |
| Rio Branco-PR        | Paranaguá            | Estradinha (4500)             | 9.º                | 0                |
| São-Joseense         | São José dos Pinhais | Municipal do Pinhão (4047)    | 6.º                | 0                |

| Crecimiento | Equipos provenientes del Campeonato Paranaense de Segunda División 2022. |

## Primera fase

### Tabla de posiciones
| Pos. | Equipo               | Pts. | PJ | G  | E | P  | GF | GC | Dif. | Clasificación          |
| ---- | -------------------- | ---- | -- | -- | - | -- | -- | -- | ---- | ---------------------- |
| 1    | Athletico Paranaense | 31   | 11 | 10 | 1 | 0  | 25 | 6  | +19  | Fase final.            |
| 2    | Operário Ferroviário | 25   | 11 | 8  | 1 | 2  | 20 | 10 | +10  | Fase final.            |
| 3    | Coritiba             | 22   | 11 | 6  | 4 | 1  | 13 | 7  | +6   | Fase final.            |
| 4    | Maringá              | 21   | 11 | 6  | 3 | 2  | 20 | 9  | +11  | Fase final.            |
| 5    | Cianorte             | 16   | 11 | 5  | 1 | 5  | 14 | 14 | 0    | Fase final.            |
| 6    | FC Cascavel          | 15   | 11 | 4  | 3 | 4  | 13 | 12 | +1   | Fase final.            |
| 7    | Aruko                | 13   | 11 | 3  | 4 | 4  | 10 | 10 | 0    | Fase final.            |
| 8    | São-Joseense         | 12   | 11 | 3  | 3 | 5  | 15 | 15 | 0    | Fase final.            |
| 9    | Azuriz               | 11   | 11 | 2  | 5 | 4  | 14 | 20 | −6   |                        |
| 10   | Londrina             | 10   | 11 | 2  | 4 | 5  | 9  | 11 | −2   |                        |
| 11   | Rio Branco-PR        | 4    | 11 | 1  | 1 | 9  | 3  | 22 | −19  | Descenso de categoría. |
| 12   | Foz do Iguaçu        | 3    | 11 | 1  | 0 | 10 | 7  | 27 | −20  | Descenso de categoría. |

 Fuente: FPF
Criterios de clasificación: 1) Puntos; 2) Partidos ganados; 3) Diferencia de gol; 4) Goles anotados; 5) Enfrentamiento directo entre los equipos en cuestión; 6) Menor cantidad de tarjetas rojas; 7) Menor cantidad de tarjetas amarillas; 8) Sorteo.

### Resultados
| Local \ Visitante    | ARU | ATH | AZU | CIA | COR | FCC | FOZ | LON | MAR | OPE | RIO | SJO |
| -------------------- | --- | --- | --- | --- | --- | --- | --- | --- | --- | --- | --- | --- |
| Aruko                | —   | 1–2 | 1–1 | —   | —   | 2–1 | —   | 0–0 | 1–1 | —   | —   | —   |
| Athletico Paranaense | —   | —   | 5–0 | —   | 1–1 | 1–0 | 3–1 | —   | 1–0 | 3–1 | —   | —   |
| Azuriz               | —   | —   | —   | 0–3 | —   | 3–3 | 2–0 | —   | —   | —   | 4–0 | 1–1 |
| Cianorte             | 0–2 | 0–1 | —   | —   | —   | —   | 3–1 | 1–0 | 0–3 | —   | —   | —   |
| Coritiba             | 1–0 | —   | 2–2 | 3–1 | —   | —   | —   | 1–0 | —   | —   | 1–0 | 0–0 |
| FC Cascavel          | —   | —   | —   | 1–1 | 0–0 | —   | 3–0 | —   | —   | 0–1 | —   | 1–0 |
| Foz do Iguaçu        | 1–0 | —   | —   | —   | 0–3 | —   | —   | 1–3 | —   | 0–2 | —   | 2–5 |
| Londrina             | —   | 0–1 | 1–1 | —   | —   | 0–1 | —   | —   | 1–1 | 3–2 | 1–1 | —   |
| Maringá              | —   | —   | 3–0 | —   | 0–1 | 4–2 | 1–0 | —   | —   | —   | 2–0 | 3–1 |
| Operário Ferroviário | 2–1 | —   | 1–0 | 2–0 | 3–0 | —   | —   | —   | 2–2 | —   | 2–0 | —   |
| Rio Branco-PR        | 0–1 | 0–4 | —   | 0–3 | —   | 0–1 | 2–1 | —   | —   | —   | —   | —   |
| São-Joseense         | 1–1 | 2–3 | —   | 1–2 | —   | —   | —   | 1–0 | —   | 1–2 | 2–0 | —   |

## Fase final

#### Cuadro de desarrollo
|  | Cuartos de final | Cuartos de final     | Cuartos de final | Cuartos de final | Cuartos de final |   |       | Semifinales          | Semifinales       | Semifinales       | Semifinales       | Semifinales       |  |   | Final                | Final          | Final          | Final          | Final          |  |
|  | 4 al 12 de marzo | 4 al 12 de marzo     | 4 al 12 de marzo | 4 al 12 de marzo | 4 al 12 de marzo |   |       | 18 al 26 de marzo    | 18 al 26 de marzo | 18 al 26 de marzo | 18 al 26 de marzo | 18 al 26 de marzo |  |   | 1 y 9 de abril       | 1 y 9 de abril | 1 y 9 de abril | 1 y 9 de abril | 1 y 9 de abril |  |
|  |                  |                      |                  |                  |                  |   |       |                      |                   |                   |                   |                   |  |   |                      |                |                |                |                |  |
|  |                  |                      |                  |                  |                  |   |       |                      |                   |                   |                   |                   |  |   |                      |                |                |                |                |  |
|  | 1                | Athletico Paranaense | 5                | 4                | 9                |   |       |                      |                   |                   |                   |                   |  |   |                      |                |                |                |                |  |
|  | 1                | Athletico Paranaense | 5                | 4                | 9                |   |       |                      |                   |                   |                   |                   |  |   |                      |                |                |                |                |  |
|  | 8                | São-Joseense         | 2                | 0                | 2                |   |       |                      |                   |                   |                   |                   |  |   |                      |                |                |                |                |  |
|  | 8                | São-Joseense         | 2                | 0                | 2                |   | 1     | Athletico Paranaense | 2                 | 1                 | 3                 |                   |  |   |                      |                |                |                |                |  |
|  |                  |                      |                  |                  |                  |   | 1     | Athletico Paranaense | 2                 | 1                 | 3                 |                   |  |   |                      |                |                |                |                |  |
|  |                  |                      | 4                | Maringá          | 0                | 0 | 0     |                      |                   |                   |                   |                   |  |   |                      |                |                |                |                |  |
|  | 4                | Maringá              | 4                | Maringá          | 0                | 0 | 0     | 0                    | 2                 | 2                 |                   |                   |  |   |                      |                |                |                |                |  |
|  | 4                | Maringá              |                  |                  |                  |   |       |                      |                   | 2                 |                   |                   |  |   |                      |                |                |                |                |  |
|  | 5                | Cianorte             | 1                | 0                | 1                |   |       |                      |                   |                   |                   |                   |  |   |                      |                |                |                |                |  |
|  | 5                | Cianorte             | 1                | 0                | 1                |   |       |                      |                   |                   |                   |                   |  | 1 | Athletico Paranaense | 2              | 0              | 2              |                |  |
|  |                  |                      |                  |                  |                  |   |       |                      |                   |                   |                   |                   |  | 1 | Athletico Paranaense | 2              | 0              | 2              |                |  |
|  |                  |                      | 6                | FC Cascavel      | 1                | 0 | 1     |                      |                   |                   |                   |                   |  |   |                      |                |                |                |                |  |
|  | 2                | Operário Ferroviário | 6                | FC Cascavel      | 1                | 0 | 1     | 2                    | 3                 | 5                 |                   |                   |  |   |                      |                |                |                |                |  |
|  | 2                | Operário Ferroviário |                  |                  |                  |   |       |                      |                   | 5                 |                   |                   |  |   |                      |                |                |                |                |  |
|  | 7                | Aruko                | 1                | 0                | 1                |   |       |                      |                   |                   |                   |                   |  |   |                      |                |                |                |                |  |
|  | 7                | Aruko                | 1                | 0                | 1                |   | 2     | Operário Ferroviário | 1                 | 1                 | 2 (5)             |                   |  |   |                      |                |                |                |                |  |
|  |                  |                      |                  |                  |                  |   | 2     | Operário Ferroviário | 1                 | 1                 | 2 (5)             |                   |  |   |                      |                |                |                |                |  |
|  |                  |                      | 6                | FC Cascavel (p)  | 2                | 0 | 2 (6) |                      |                   |                   |                   |                   |  |   |                      |                |                |                |                |  |
|  | 3                | Coritiba             | 6                | FC Cascavel (p)  | 2                | 0 | 2 (6) | 1                    | 0                 | 1                 |                   |                   |  |   |                      |                |                |                |                |  |
|  | 3                | Coritiba             |                  |                  |                  |   |       |                      |                   | 1                 |                   |                   |  |   |                      |                |                |                |                |  |
|  | 6                | FC Cascavel          | 3                | 0                | 3                |   |       |                      |                   |                   |                   |                   |  |   |                      |                |                |                |                |  |
|  | 6                | FC Cascavel          | 3                | 0                | 3                |   |       |                      |                   |                   |                   |                   |  |   |                      |                |                |                |                |  |
|  |                  |                      |                  |                  |                  |   |       |                      |                   |                   |                   |                   |  |   |                      |                |                |                |                |  |

Nota: El equipo que ocupa la primera línea es el que define la serie como local.

| Bandera del estado de Paraná      |
| Campeón                           |
| Athletico Paranaense 27.mo título |

## Clasificación final
| Pos. | Equipo                   | Pts. | PJ | G  | E | P  | GF | GC | Dif. | Clasificación                       |
| ---- | ------------------------ | ---- | -- | -- | - | -- | -- | -- | ---- | ----------------------------------- |
| 1.°  | Athletico Paranaense (C) | 47   | 17 | 15 | 2 | 0  | 39 | 9  | +30  | Copa de Brasil 2024.                |
| 2.°  | FC Cascavel              | 23   | 17 | 6  | 5 | 6  | 19 | 17 | +2   | Copa de Brasil 2024 y Serie D 2024. |
| 3.°  | Operário Ferroviário     | 34   | 15 | 11 | 1 | 3  | 27 | 13 | +14  | Copa de Brasil 2024.                |
| 4.°  | Maringá                  | 24   | 15 | 7  | 3 | 5  | 22 | 13 | +9   | Copa de Brasil 2024 y Serie D 2024. |
| 5.°  | Coritiba                 | 23   | 13 | 6  | 5 | 2  | 14 | 10 | +4   | Copa de Brasil 2024.                |
| 6.°  | Cianorte                 | 19   | 13 | 6  | 1 | 6  | 15 | 16 | −1   | Copa de Brasil 2024 y Serie D 2024. |
| 7.°  | Aruko                    | 13   | 13 | 3  | 4 | 6  | 11 | 15 | −4   |                                     |
| 8.°  | São-Joseense             | 12   | 13 | 3  | 3 | 7  | 17 | 24 | −7   |                                     |
| 9.°  | Azuriz                   | 11   | 11 | 2  | 5 | 4  | 14 | 20 | −6   |                                     |
| 10.° | Londrina                 | 10   | 11 | 2  | 4 | 5  | 9  | 11 | −2   |                                     |
| 11.° | Rio Branco-PR            | 4    | 11 | 1  | 1 | 9  | 3  | 22 | −19  | Segunda División 2024.              |
| 12.° | Foz do Iguaçu            | 3    | 11 | 1  | 0 | 10 | 7  | 27 | −20  | Segunda División 2024.              |

Reglas de clasificación: 1) Puntos; 2) Partidos ganados; 3) Diferencia de gol; 4) Goles anotados; 5) Enfrentamiento directo entre los equipos en cuestión; 6) Menor cantidad de tarjetas rojas; 7) Menor cantidad de tarjetas amarillas; 8) Sorteo.

## Goleadores
| Pos. | Jugador           | Equipo               | Goles |
| ---- | ----------------- | -------------------- | ----- |
| 1    | Pablo             | Athletico Paranaense | 9     |
| 2    | Vinicius Mingotti | Operário Ferroviário | 7     |
| 3    | Lucas Coelho      | FC Cascavel          | 6     |
|      | Robinho           | FC Cascavel          | 6     |
| 5    | Luiz Fernando     | Cianorte             | 5     |
|      | Rodrigo Pinho     | Coritiba             | 5     |
|      | Felipe Augusto    | Operário Ferroviário | 5     |